# Frasin (rezervație peisagistică)
Frasin (în ucraineană Фрасине) este o rezervație peisagistică de importanță locală din raionul Rozdilna, regiunea Odesa (Ucraina), situată lângă satul Trohîmivka (parcelele 1–7 a silviculturii „Velîka Mîhailivka” din silvicultura de stat „Odesa”), lângă granița cu Republica Moldova.
Suprafața ariei protejate este de 421 de hectare, fiind creată în anul 1980 prin decizia comitetului executiv regional Odesa. Rezervația a fost creată pentru a proteja zona pădurii de vale cu comunități de plante (inclusiv medicinale) caracteristice acestei zone, care au o mare importanță ecologică și recreativă.